# Michel Deguy
Michel Deguy  (Draveil, 23 de mayo de 1930 - París, 16 de febrero de 2022) fue un poeta, escritor e intelectual francés. Su obra, exigente y hermética, tiene claras influencias del poeta romántico Saint-John Perse, con un estilo marcado por la tradición clásica. En 1977, fue uno de los fundadores de la revista Po&sie, revista que dirigió hasta su muerte.

## Biografía
Profesor de Filosofía (1953), próximo a Jacques Derrida, ha sido profesor emérito de la Universidad de París VIII. Miembro del Consejo de redacción de la revista Critique y de la revista Les Temps modernes, presidió desde 1989 a 1992 el Collège international de philosophie, y desde 1992 a 1998, la Maison des écrivains de París. 

## Obras
- Les Meurtrières, París, Pierre-Jean Oswald, 1959, 63 p.
- Fragment du cadastre, París, Éditions Gallimard, 1960, 156 p.
- Poèmes de la presqu’île, París, Éditions Hermann, 1961, 149 p.
- Le Monde de Thomas Mann, París, Éditions Plon, 1962, 168 p.
- Biefs : poèmes, París, Gallimard, 1964, 164 p.
- Actes, París, Gallimard, 1966. 301 p.
- Ouï dire, París, Gallimard, 1966, 109 p.
- Histoire des rechutes, París, Éditions Promesse, 1968, 33 p.
- Figurations : poèmes, propositions, études, París, Gallimard, 1969, 272 p.
- Poèmes 1960-1970, con prefacio de Henri Meschonnic, París, Gallimard, (90), 1973, 143 p.
- Tombeau de Du Bellay, París, Gallimard, 1973, 234 p.
- Coupes, Luxembourg, Origine, (18), 1974, 33 p. Poemas de M. Deguy acompañados de la traducción italiana de Luigi Mormino y de un grabado de Jorge Pérez-Román.
- Interdictions du séjour, París, L’Énergumène, 1975, 38 p.
- Reliefs, París, Éditions D’atelier, 1975, 143 p.
- Abréviations usuelles, Malakoff, Orange Export Ltd, 1977.
- Jumelages, seguido de Made in USA : poèmes, París, Éditions du Seuil, 1978, 232 p.
- Vingt poètes américains, París, Gallimard, 1980, 495 p.
- Donnant, Donnant : cartes, airs, brevets, París, Gallimard, 1981, 140 p.
- La Machine matrimoniale ou Marivaux, París, Gallimard, 1982, 292 p.
- René Girard et le problème du Mal, París, Éditions Grasset, 1982, 333 p.
- Gisants. Poèmes, París, Gallimard, 1985, 139 p., Premio Mallarmé
- Brevets, Seyssel, Éditions Champ Vallon, 1986, 260 p.
- Choses de la poésie et affaire culturelle, París, Éditions Hachette, 1986, 220 p.
- Poèmes II. 1970-1980, París, Gallimard, (205), 1986, 183 p.
- La poésie n’est pas seule : court traité de poétique, París, Le Seuil, (99), 1987, 185 p.
- Le Comité. Confessions d’un lecteur de grande maison, Seyssel, Éditions Champ Vallon, 1988, 206 p.
- Du sublime, París, Belin, 1988, 259 p.
- Arrêts fréquents, París, A. M. Métailié, 1990, 119 p.
- Au sujet de Shoah, le film de Claude Lanzmann, París, Belin, 1990, 316 p.
- Aux heures d’affluence. Poèmes et proses, París, Le Seuil, 1993, 200 p.
- À ce qui n’en finit pas. Thrène, París, Le Seuil, 1995 [s.n.]
- À l’infinitif, París, Éditions La Centuplée, 1996, 56 p.
- L’Énergie du désespoir, ou d’une poétique continuée par tous les moyens, París, PUF, 1998, 119 p.
- Gisants. Poèmes III. 1980-1995, París, Gallimard, 1999, 239 p.
- La Raison poétique, París, Galilée, 2000, 221 p.
- L’Impair, Éditions Verdier, collection Farrago, 2001, 155 p. • ISBN 978-2-84490-016-6
- Spleen de Paris, París, Éditions Galilée, 2000, 54 p.
- Poèmes en pensée, Burdeos, Le Bleu du ciel, 2002, 59 p.
- Un homme de peu de foi, París, Bayard, 2002, 216 p.
- Au jugé, París, Éditions Galilée, 2004, 213 p.
- Sans retour. Être ou ne pas être juif, París, Éditions Galilée, 2004, 134 p.
- Le Sens de la visite, París, Stock, 2006, 353 p.
- Desolatio, París, Galilée, 2007, 97 p.
- La Fin dans le monde, París, Éditions Hermann, 2009, 232 p.
- L’État de la désunion, París, Galaade éditions, 2010, 48 p.
- Écologiques, París, Éditions Hermann, 2012, 260 p.
- La Pietà Baudelaire, París, Belin, 2013, 160 p.
- La Vie subite, París, Galilée, 2016, 240 p.
- L’Envergure des comparses: écologie et poétique, París, Éditions Hermann, 2017, 175 p.
- Poèmes et Tombeau pour Yves Bonnefoy, La robe noire, 2018, 102 p.
- L’Amitié avec Claude Lanzmann, La Rumeur libre, 2019, 96 p.
- La Commaison, L'extrême contemporain, cierre de Martin Rueff, 2022, 199 p.